# Interstate 70 em Colorado
Interstate 70 (Rodovia Interestadual 70') é uma auto-estrada de um estado a outro nos Estados Unidos, Utah a Baltimore, Maryland. No Colorado, a rodovia atravessa uma rota leste-oeste em todo o centro do estado. No oeste do Colorado, a rodovia liga as áreas metropolitanas de Grand Junction e Denver. No leste do Colorado, a rodovia atravessa as Grandes Planícies, em Denver com áreas metropolitanas em Kansas e Missouri. e outros veículos não motorizados, normalmente proibidos nas rodovias interestaduais, são permitidos nos trechos da I-70.
O Departamento dos Transportes dos Estados Unidos (USDOT) lista a construção do I-70 entre as engenharia realizadas no sistema rodoviário interestadual e menciona quatro grandes obras realizadas, a seção através do Dakota Hogback, Eisenhower Tunnel, Vail Pass e Glenwood Canyon. O túnel, com uma elevação máxima de 3.135 pés (3.401 m) e comprimento de 2.7 milhas (2.7 quilômetros), é o túnel o mais longo da montanha eo ponto o mais elevado ao longo do sistema da estrada de um estado a outro. As obras realizadas através do Glenwood Canyon foi concluída em 14 de outubro de 1992. Esta foi uma das peças finais do Sistema de Estradas Interestadual para abrir para o tráfego, e é uma das mais rodovias rurais por quilômetro construído nos Estados Unidos. O Departamento de Transporte de Colorado (CDOT) ganhou o Prêmio de Desempenho Civil de Engenharia de 1993 da Sociedade Americana de Engenheiros Civis para a conclusão da I-70.

Quando o sistema de rodovia Interestadual estava nos estágios de planejamento, o terminal ocidental de I-70 foi proposto para estar em Denver. A obras do oeste de Denver foi incluída nos planos após o governador Edwin C. Johnson, o leste de Idaho Springs, foi construído ao longo do corredor da estrada 40 dos, e uma das estradas transcontinentais originais que foi estendido para o Colorado durante a década de 1930.

## Principais ligações
- I-70, em Utah, Salt Lake City
- I-25, em Baltimore, Maryland
- I-270, em Denver, Colorado

## Galeria

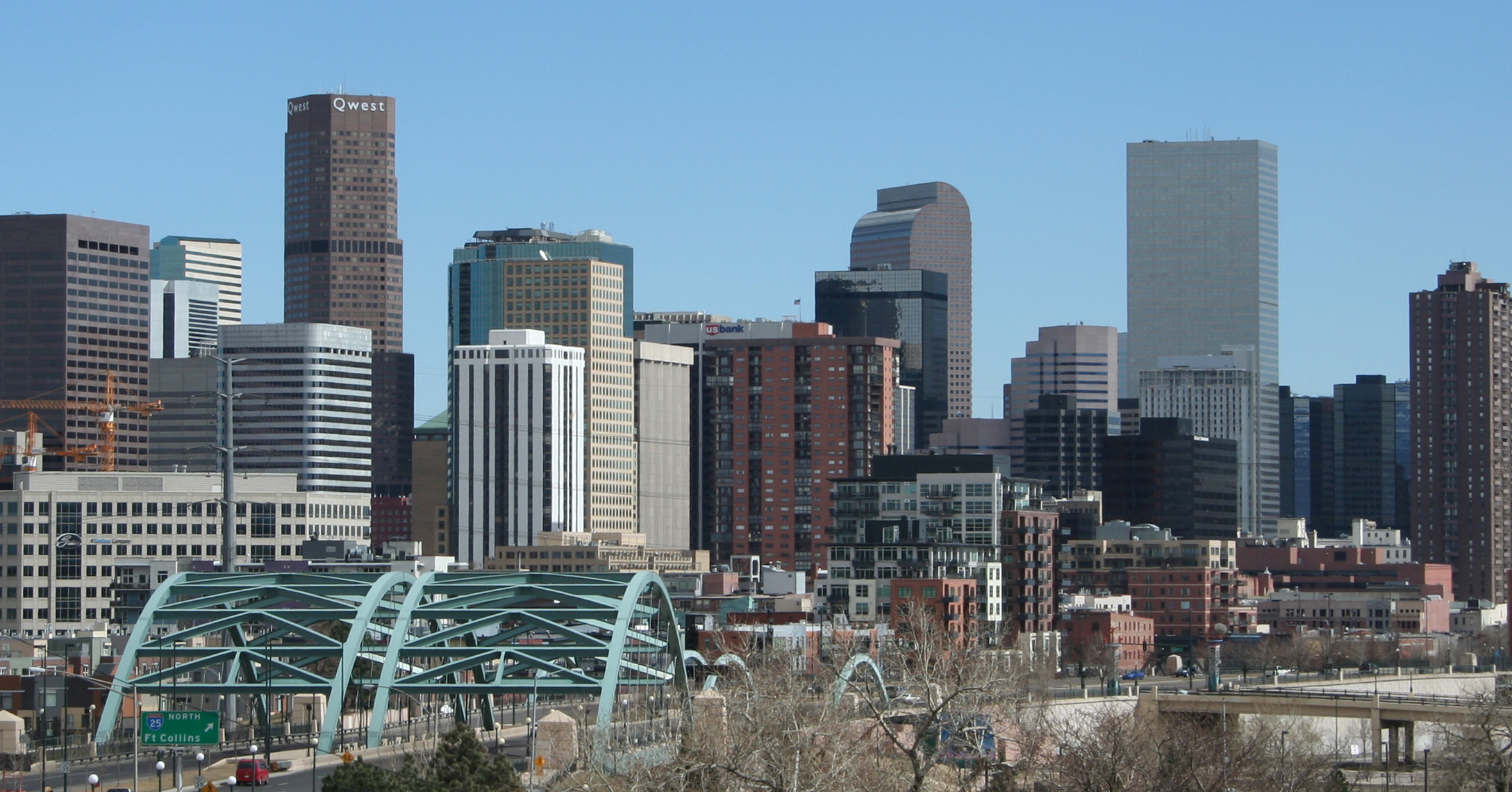
Nas proximidades de Denver
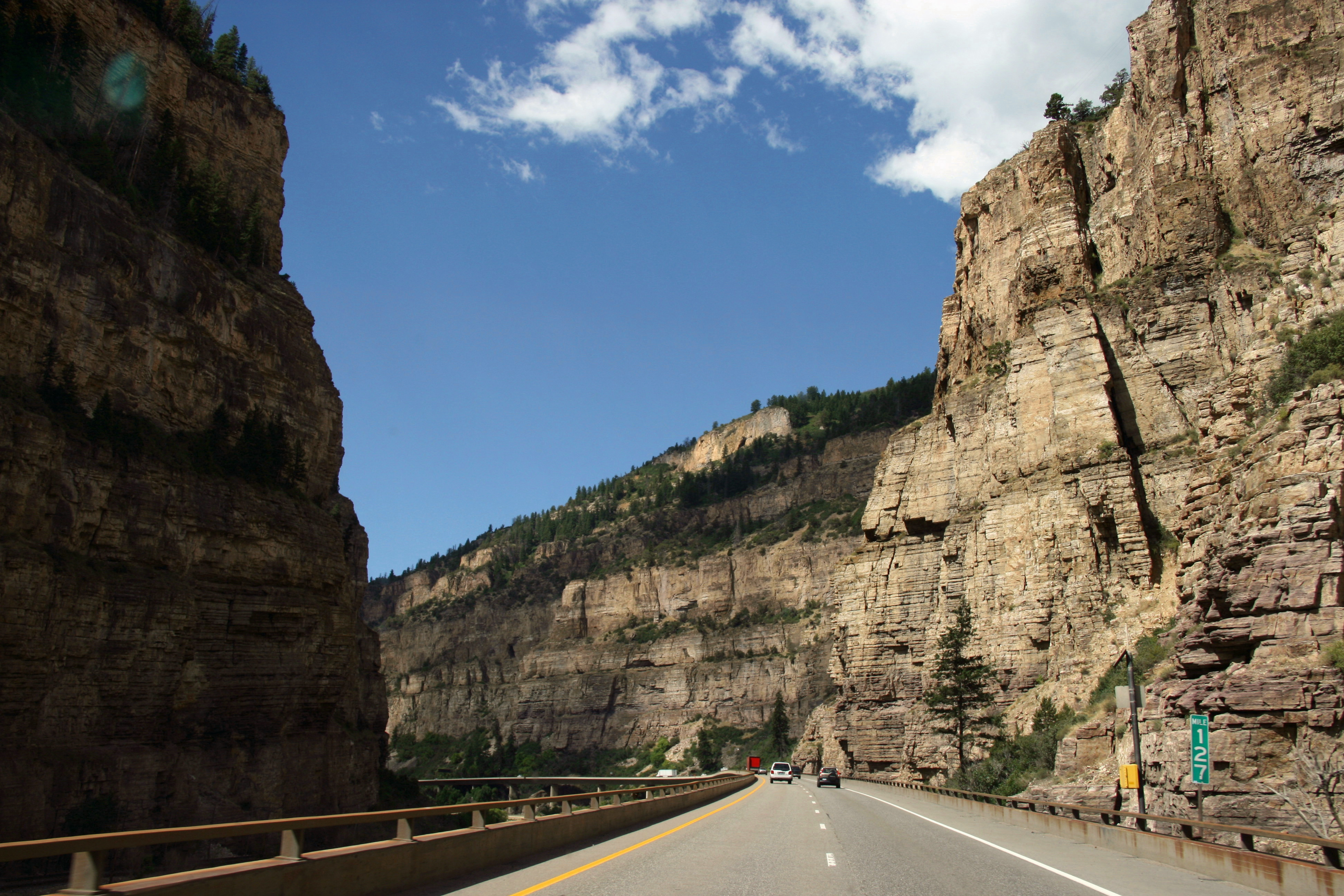
Nas proximidades do Rio Colorado
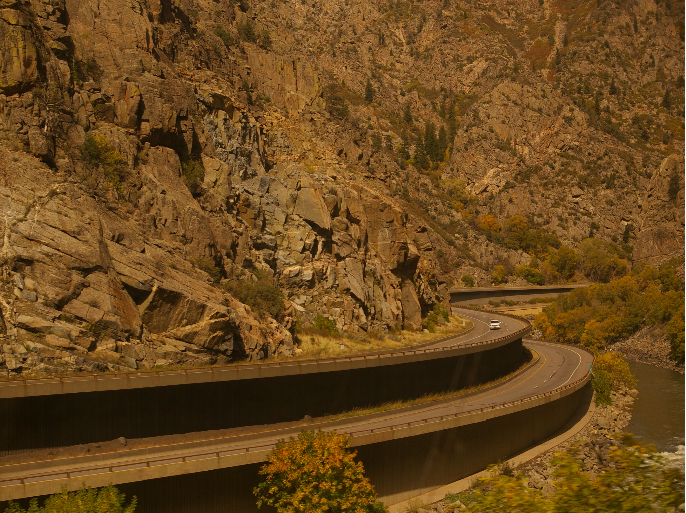
I-70 de um estado a outro dentro de Glenwood Canyon